# 21623 Albertshieh
21623 Albertshieh (1999 LS24) là một tiểu hành tinh vành đai chính được phát hiện ngày 9 tháng 6 năm 1999 bởi nhóm nghiên cứu tiểu hành tinh gần Trái Đất phòng thí nghiệm Lincoln ở Socorro.